# Ephippiandra tsaratanensis
Ephippiandra tsaratanensis är en tvåhjärtbladig växtart som först beskrevs av Alberto Judice Leote Cavaco, och fick sitt nu gällande namn av D.H. Lorence. Ephippiandra tsaratanensis ingår i släktet Ephippiandra och familjen Monimiaceae. Inga underarter finns listade i Catalogue of Life.